# Lindackeria ovata
Lindackeria ovata là một loài thực vật có hoa trong họ Achariaceae. Loài này được (Benth.) Gilg mô tả khoa học đầu tiên năm 1908.